# 키커피
키커피(일본어: キーコーヒー, 영어: KEY COFFEE)는 일본의 커피 회사이다. 커피 재배, 제조, 판매까지 하고 있다. 